# الیمپوس ئی-۴۲۰
الیمپوس ئی-۴۲۰ (به انگلیسی: Olympus E-420) یک دوربین عکاسی ساخت شرکت الیمپوس است.